# Daniel Niculae
Daniel George Niculae (født 6. oktober 1982 i Bukarest, Rumænien) er en rumænsk fodboldspiller, der spiller som angriber i hjemlandet hos Rapid Bukarest. Tidligere har han blandt andet spillet for AJ Auxerre, AS Monaco og AS Nancy i Frankrig. 
Daniel Niculae forlod oprindeligt Rapid Bukarest i 2006 for at spille i den franske Ligue 1-klub AJ Auxerre, hvor han spille i fire år, inden han skiftede til AS Monaco. Opholdet i Monaco var mindre succesfuldt, og han blev i 2011 udlejet til Nancy, hvor han fik en del spilletid. Efter lejeopholdet blev  han i 2012 solgt til russiske FC Kuban Krasnodar inden han i 2013 vendte tilbage til Rapid Bukarest. I 2015 skiftede han til Astra Giurgiu. 

## Landshold
Niculae nåede i sin tid som landsholdsspiller at spille 39 kampe og score 9 mål for Rumæniens landshold. Han debuterede for holdet i 2003 og var blandt andet med i landets trup til EM i 2008.

## Titler
Rapid Bucureşti
- Liga I (1): 2002–03
- Cupa României (2): 2001–02 og 2005–06
- Supercupa României (2): 2002 og 2003

Astra Giurgiu
- Liga I (1): 2015–16